# Maurice Hennequin
Charles Maurice Hennequin, pseudonimo talora utilizzato: M. Delreu (Liegi, 10 dicembre 1863 – Montreux, 3 settembre 1926), è stato un commediografo e librettista belga naturalizzato francese.

## Biografia
Maurice Hennequin era figlio d'arte: suo padre Alfred Hennequin (1842-1887), fu anch'egli un commediografo, autore di vaudeville dalla trama complessa ma strutturata con attenzione, soprannominata "hennequinade"; suo nonno era il pittore Philippe-Auguste Hennequin (1762—1833). Belga di nascita, fu naturalizzato francese.
Maurice iniziò a lavorare per il teatro molto presto, all'età di 19 anni, nel 1882, aiutato a volte nei primi anni da suo padre. In oltre 45 anni di carriera, ha scritto quasi un centinaio di lavori, per lo più commedie e vaudeville, scritte da solo o in collaborazione. Molte di queste opere ottennero grande successo, per esempio Il sistema Ribadier, scritta in collaborazione con Georges Feydeau o Vous n'avez rien à déclarer?, adattato due volte al cinema, o Le Monsieur de cinq heures, che ebbe 568 repliche, un numero considerevole per l'epoca.

## Opere
- L'oiseau bleu, 1885
- Le sous-préfet de Nanterre, 1885
- La Guerre joyeuse, libretto di opéra-comique musica di Johann Strauss, 1885
- Trop de vertu!, 1886
- Monsieur Irma, 1886 (Testo completo)
- Les Vacances du mariage, in collaborazione con Albin Valabrègue, 1887 (Testo completo)
- Les Oiseaux de passage, 1887
- Le Marquis de Kersalec, 1887
- Un mariage au téléphone, 1888 (Testo completo)
- Une Nuit orageuse, 1889
- Madame reçoit, 1889
- Pour un hanneton, 1889
- Un prix Montyon, 1890 (Testo completo)
- La Petite Poucette, libretto di vaudeville-operetta, in collaborazione con Maurice Ordonneau, musica de Raoul Pugno, 1891
- Le Château de M. Toulardot, 1891
- Fatal zéro, 1891
- Le Fluide de John, 1891
- Le Réveil du calife, 1891
- La Femme du commissaire, 1892 (Testo completo)
- Le Système Ribadier, in collaborazione con Georges Feydeau, 1894
- Le Dragon., 1892
- Une Enquête, 1892
- Inviolable!, 1894 (Testo completo)
- Les Joies du foyer, 1894 (Testo completo)
- Les Ricochets de l'amour, 1894 (Testo completo)
- Son Secrétaire, 1894
- Le 3ème Hussards, opéra-comique, in collaborazione con Antony Mars, 1894
- Le Paradis, 1896
- Sa Majesté l'Amour, operetta, 1896
- Les Fêtards, operetta, musica di Victor Roger, in collaborazione con Antony Mars, 1897[4]
- Le Terre-Neuve, in collaborazione con Alexandre Bisson, 1898
- Place aux femmes!, in collaborazione con Albin Valabrègue, 1898 (Testo completo)
- Le Voyage autour du Code, in collaborazione con Paul Bilhaud e Georges Duval, 1898
- Le Remplaçant, in collaborazione con Georges Duval e William Busnach, 1898
- La Poule blanche, operetta in collaborazione con Antony Mars, musica di Victor Roger, 1899
- Coralie et Cie, 1899
- M'amour, in collaborazione con Paul Bilhaud, 1901 (Testo completo)
- Nelly Rozier, in collaborazione con Paul Bilhaud, 1901 (Testo completo
- Le Coup de fouet, in collaborazione con Paul Bilhaud e Georges Duval, 1901
- La Famille Boléro, in collaborazione con Paul Bilhaud, 1903 (Testo completo)
- Heureuse!, in collaborazione con Paul Bilhaud, 1903 (Testo completo)
- Les Dragées d'Hercule, in collaborazione con Paul Bilhaud, 1904 (Testo completo)
- La Gueule du loup, in collaborazione con Paul Bilhaud, 1904 (Testo completo)
- Le Gant, in collaborazione con Paul Bilhaud, 1905 (Testo completo)
- Florette & Patapon, in collaborazione con Pierre Veber, 1905 (Testo completo)
- Totote et Boby, 1906 (Testo completo)
- Vous n'avez rien à déclarer?, in collaborazione con Pierre Veber, 1906 (Testo completo)
- Vingt jours à l'ombre, in collaborazione con Pierre Veber, 1907 (Testo completo)
- Patachon, in collaborazione con Félix Duquesnel, 1907
- Crime passionnel!, 1908 (Testo completo)
- Noblesse oblige!, in collaborazione con Pierre Veber, 1910 (Testo completo)
- Une aventure impériale, in collaborazione con Serge Basset, 1910 (Testo completo)
- Tais-toi, mon cœur!, in collaborazione con Pierre Veber, 1910 (Testo completo)
- Yette, 1910 (Testo completo)
- Une heure après, je le jure, in collaborazione con Georges Mitchell, 1911 (Testo completo)
- Aimé des femmes, in collaborazione con Georges Mitchell, 1911
- Une nuit d'amour, in collaborazione con Serge Basset, 1912 (Testo completo)
- Flirt pour deux!, 1912 (Testo completo)
- La Présidente, in collaborazione con Pierre Veber, 1912 (Testo completo)
- Les Honneurs de la guerre, 1913
- Mon bébé, 1913
- La Fille de Figaro, in collaborazione con Hughes Delorme, 1914
- Madame et son filleul, in collaborazione con Pierre Veber, 1916
- La Petite Dactylo, in collaborazione con Georges Mitchell, 1916
- Le Compartiment des dames seules, in collaborazione con Georges Mitchell, 1917 (Testo completo)
- Et moi, j'te dis qu'elle t'a fait d'l'œil, in collaborazione con Pierre Veber, 1920
- Le Paradis fermé, in collaborazione con Romain Coolus, 1921
- La Seconde Nuit de noces, in collaborazione con Bilhaud e Veber, 1922
- La Sonnette d'alarme, in collaborazione con Romain Coolus, 1922
- Diane au bain, in collaborazione con Romain Coolus, 1922
- Le Monsieur de cinq heures, in collaborazione con Pierre Veber, 1924
- La reine de Biarritz, in collaborazione con Romain Coolus, 1927
- On ne roule pas Antoinette, in collaborazione con Pierre Véber, 1927
- Passionnément, in collaborazione con Albert Willemetz, musica di André Messager, 1926